# Senyoria d'Issoudun
Issoudun fou una senyoria de França, situada al sud del comtat de Blois, a l'est del comtat de Poitou, a l'oest de la senyoria de Borbó i al nord de la senyoria de Déols. Inicialment formà part de la senyoria de Déols i era una plaça forta protegida per muralles entorn d'un castell i una torre; vers el 1000 es va fundar l'abadia de Nostra Senyora d'Issoudun per monjos procedents de Châteauroux (l'abadia va existir fins al 1789) 
Raül II de Déols es va casar amb Dadda i va morir el 1012 deixant diversos fills entre els quals el successor Eudes I el Roig (referit als seus cabells rossos panotxa) mort després del 1045, que fou senyor de Déols, d'Issoudun, de Levroux, de la Châtre i d'Argenton (en part); va peregrinar a Jerusalem el 1027 junt amb Guillem IV Tallaferro comte d'Angulema, i es va casar amb una filla d'Emenó, senyor d'Issoudun i d'Adhémauris, deixant tres fills entre els quals el successor a Déols, Raül III el Prudent (+1057), i Eudes II, senyor a Issoudun fins a 1057 (+ vers 1060). Eudes II va governar Issoudun del 1034 al 1057 i llavors fou nomenat castellà de Déols. Raül III el Prudent va morir el 1057 i va deixar Déols al seu fill Raül IV "l'Infant" (+1058) del qual, al morir sense fills, va passar al seu germà Raül V Tibald, que va anar a la primera Croada i va morir a Antioquia de l'Orontes el 1099. La senyoria d'Issoudun Raül III la va llegar al seu segon fill Eudes III d'Issoudun (+1085).
Eudes III es va casar amb Beatriu i va tenir dos fills dels quals el successor fou Raül I (+1092) però el germà Jofré (+1128) és esmentat també com a senyor d'Issoudun segurament com a regent (1092-1098) sl menys fins que va marxar a la Croada.
Raül I va deixar tres fills dels quals el successor fou Raül II (+1164) casat amb Alix i pare del successor, Eudes IV (+1167) casat amb Matilde de Borgonya (filla de Ramon de Borgonya, primer comte de Grignon i senyor de Vitteaux per concessió paterna) que va heretar el comtat de Grignon i la senyoria de Vitteaux del seu pare i a la seva mare Agnès de Thiers com a senyora de Montpensier, i després en un segon matrimoni amb el comte Guiu I de Nevers, d'Auxerre i de Tonnerre fou comtessa de Tonnerre; encara es va casar dues vegades més, amb Pere de Flandes (el 1176) i amb Robert de Dreux (vers 1177/1180 però aquest darrer fou annul·lat per consanguinitat després del qual es va fer monja). Eudes i Matilde foren pares d'Eudes V (+1199). El castell fou confiscat pel duc de Borgonya més o menys quan Eudes va marxar a la croada el 1190; estava casat amb Alix de Montbard (+ vers 1212) filla d'Andreu II senyor de Montbard. Va deixar dos fills: Raül III (+1212) al que fou reintegrat Issoudun amb les senyories de Vatan et de Châteauneuf, casat amb Margarita de Courtenay (+1270), filla de Pere comte d'Auxerre i de Tonnerre, senyor de Courtenay i després Pere II de Courtenay emperador Llatí de Constantinoble, que després de quedar vídua, i encara molt jove, es va casar el 1216 amb Enric I comte de Vianden.
La senyoria d'Issoudun va passar sota sobirania francesa pel tractat del Goulet el 1200. La successió d'Eudes V a Issoudun, quan va morir sense fills el 1212, va passar a la seva germana Matilde casada el 1213 amb Guillem I de Chauvigny fill d'Andreu I de Déols i Châteauroux i de Dionísia de Deols. Guillem va matar a la seva esposa i va reunir tots els dominis de Chavigny (Déols, Châteauroux, Issoudun i demenes dependències) 

## Llista de senyors
- Eudes I el Roig 1012-1045
- Eudes II, senyor/governador a Issoudun 1034-1057 (1045-1057 sota sobirania del seu germà Raül III el Prudent)
- Eudes III d'Issoudun 1057-1085
- Raül I 1085-1092
- Jofré 1092-1098
- Raül II 1098-1164
- Eudes IV 1164-1167
- Eudes V 1167-1199
- Raül III 1199-1212
- Matilde 1212-1217
- Guillem I de Chauvigny 1213-1217 (senyor de Déols)